# Гуськова, Елена Юрьевна
Еле́на Ю́рьевна Гусько́ва (род. 23 сентября 1949, Москва) — советский и российский историк, специалист по истории южнославянских народов. Доктор исторических наук, руководитель Центра по изучению современного балканского кризиса Института славяноведения РАН. Член Сената Республики Сербской.

## Биография
Родилась 23 сентября 1949 года в Москве.
Отец — герой Советского Союза Юрий Иванович Дерябин. В 1972 году окончила исторический факультет МГУ, в 1981 году защитила кандидатскую диссертацию «Социально-экономическое развитие Сербии в период правления уставобранителей, 1842—1858 гг.». Читала спецкурсы в МГУ, Иркутском государственном университете, Пермском государственном университете, Дипломатической академии МИД РФ, Уральском государственном университете, Государственном университете гуманитарных наук РАН.
В 1994 году работала в штабе миротворцев ООН в Загребе в качестве эксперта по странам бывшей Югославии.
Член редакционного совета Военно-исторического журнала. Автор более 600 научных и публицистических работ. Принимала участие в международных конференциях. Иностранный член Сербской академии наук и искусств и Академии наук и искусств Республики Сербской.
Более 50 лет прожила в браке с инженером Александром Сергеевичем Гуськовым, скончавшимся от коронавируса осенью 2021 года. В браке две дочери Анна и Дарья. От младшей дочери Дарьи двое внуков — Михаил и Луна.